# Pyrex

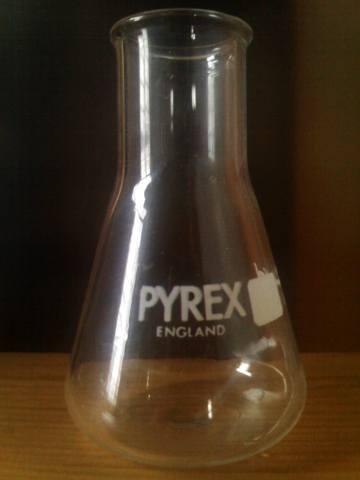
En Erlenmeyerkolv av Pyrex-glas.

Pyrex är ett varumärke för värmetåligt glas. Den låga utvidgningskoefficienten gör att det tål kraftiga temperaturförändringar utan att spricka. Varumärket ägs av det amerikanska företaget Corning Incorporated och infördes 1915. De flesta artiklar under varumärket Pyrex består av borsilikatglas. Detta gäller 
laboratorieutrustning och köksartiklar sålda i Europa. Köksartiklar sålda i USA består dock av 
härdat sodaglas. Ett annat varumärke för borsilikatglas är Duran. Typisk sammansättning för borsilikatglas SiO2 80%, Al2O3 3%, Na2O 4%,  B2O3 12%